# Lusaka Dynamos
Der Lusaka Dynamos Football Club ist ein Fußballverein aus der sambischen Hauptstadt Lusaka, der in der Super Division, der höchsten Spielklasse Sambias spielt.

## Erfolge
- Zambian Challenge Cup: 2008
- ABSA Cup (Zambia): 2021

## Stadion

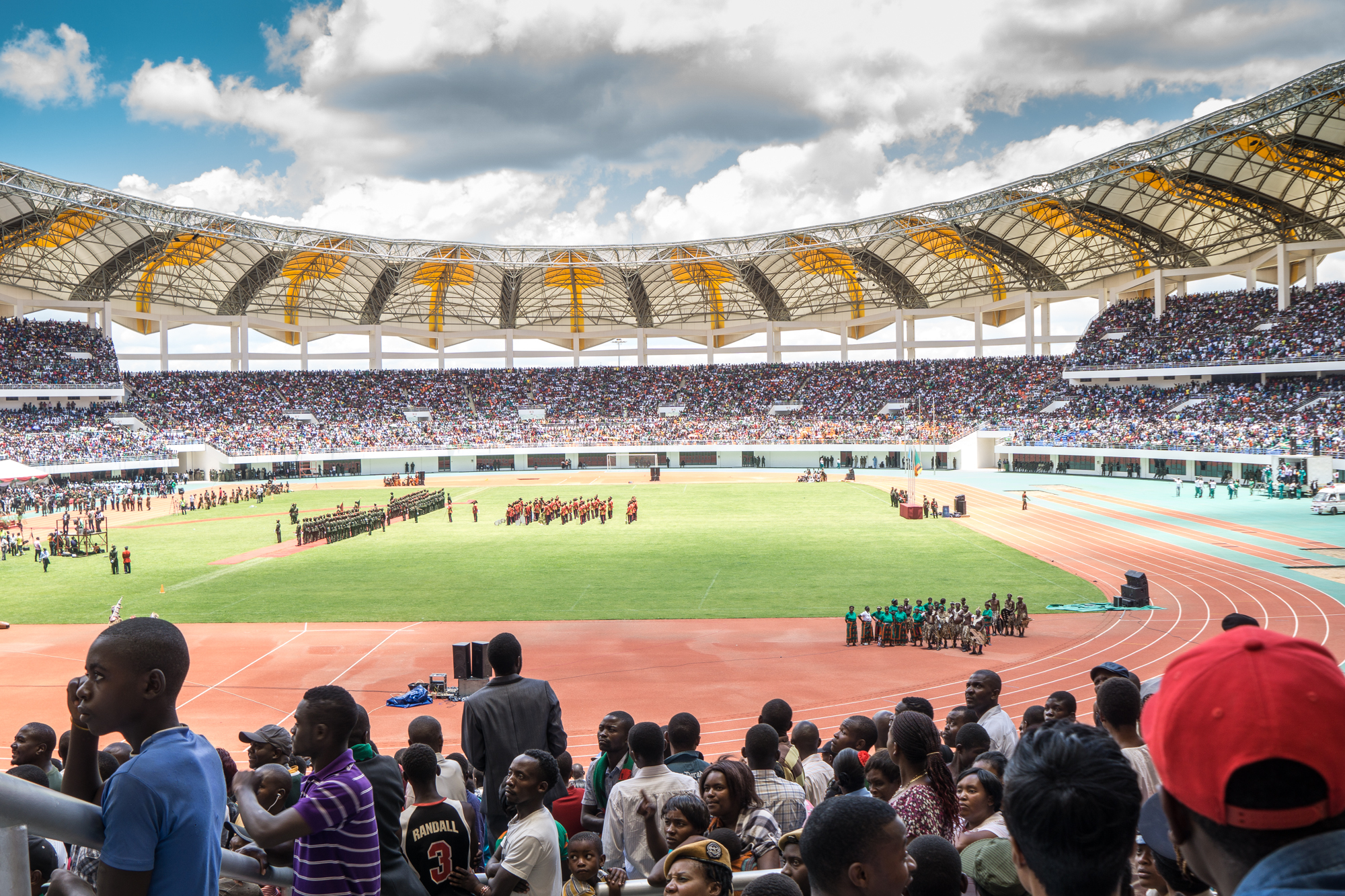
National Heroes Stadium

Seine Heimspiele trägt er Verein im National Heroes Stadium in Lusaka aus. Das Stadion hat ein Fassungsvermögen von 60.000 Personen.

## Bekannte Spieler
- Lloyd Mumba
- Kennedy Mweene